# 내셔널 하키 협회
내셔널 하키 협회(National Hockey Association, NHA)는 캐나다 아이스하키의 메이저 리그이다. 1910년에 리그가 시작된 뒤 1917년에 사라진 리그이다.

## 역대 NHA팀 (1910년~1917년)
| 팀                                    | 연고지                | 경기장                                               | 수용인원         | 리그 참가기간 | 비고                 |
| ------------------------------------- | --------------------- | ---------------------------------------------------- | ---------------- | ------------- | -------------------- |
| 코발트 실버 킹스                      | 온타리오주 코발트     | 더 스포츠 팰리스                                     | 3,500명          | 1910년        | 빈칸                 |
| 헤일리베리 코메츠                     | 온타리오주 헤일리베리 | 코발트-헤일리베리 컬링 클럽 컬링 링크                | 빈칸             | 1910년        | 빈칸                 |
| 카나디앵 드 몽레알                    | 퀘벡주 몬트리올       | 주빌리 아레나 몬트리올 아레나                        | 3,200명 10,000명 | 1910년~1917년 | 1917년 NHL에 가입함. |
| 몬트리올 섐록스                       | 퀘벡주 몬트리올       | 빅토리아 스케이팅 링크 주빌리 아레나 몬트리올 아레나 | 3,200명 10,000명 | 1910년        | 빈칸                 |
| 몬트리올 원더러스                     | 퀘벡주 몬트리올       | 주빌리 아레나 몬트리올 아레나                        | 3,200명 10,000명 | 1910년~1917년 | 1917년 NHL에 가입함. |
| 오타와 세너터스                       | 온타리오주 오타와     | 더 아레나                                            | 4,500명          | 1910년~1917년 | 1917년 NHL에 가입함. |
| 렌프루 크리머리 킹스                  | 온타리오주 렌프루     | 렌프루 하키 아레나                                   | 빈칸             | 1910년~1911년 | 빈칸                 |
| 퀘벡 불독스                           | 퀘벡주 퀘벡           | 퀘벡 스케이트 링크 퀘벡 아레나                       | 3,500명 6,000명  | 1910년~1917년 | 1919년 NHL에 가입함. |
| 토론토 블루셔츠                       | 온타리오주 토론토     | 아레나 가든                                          | 7,500명          | 1912년~1917년 | 빈칸                 |
| 토론토 티컴세스                       | 온타리오주 토론토     | 아레나 가든                                          | 7,500명          | 1912년~1913년 | 빈칸                 |
| 토론토 온타리오스                     | 온타리오주 토론토     | 아레나 가든                                          | 7,500명          | 1913년~1914년 | 빈칸                 |
| 토론토 섐록스                         | 온타리오주 토론토     | 아레나 가든                                          | 7,500명          | 1915년        | 빈칸                 |
| 토론토 투헌드레드투웬티 에잇 바탈리온 | 온타리오주 토론토     | 뮤추얼 스트리트 아레나                               | 7,500명          | 1916년~1917년 | 빈칸                 |

## 오브라이언 트로피
| 연도   | 우승팀             | 준우승             |
| ------ | ------------------ | ------------------ |
| 1910년 | 몬트리올 원더러스  | 오타와 세너터스    |
| 1911년 | 오타와 세너터스    | 카나디앵 드 몽레알 |
| 1912년 | 퀘벡 불독스        | 오타와 세너터스    |
| 1913년 | 퀘벡 불독스        | 몬트리올 원더러스  |
| 1914년 | 토론토 블루셔츠    | 몬트리올 원더러스  |
| 1915년 | 오타와 세너터스    | 몬트리올 원더러스  |
| 1916년 | 카나디앵 드 몽레알 | 빈칸               |
| 1917년 | 카나디앵 드 몽레알 | 오타와 세너터스    |